# Ponera borneensis
Ponera borneensis är en myrart som beskrevs av Taylor 1967. Ponera borneensis ingår i släktet Ponera och familjen myror. Inga underarter finns listade i Catalogue of Life.